# كأس الدوري البرتغالي 2012–13
كأس الدوري البرتغالي 2012–13 (بالبرتغالية: Taça da Liga de 2012–13‏) هو موسم من كأس الدوري البرتغالي. أقيم بتاريخ 28 يوليو 2012، وأشرف على تنظيمه Liga Portuguesa de Futebol Profissional ‏، وكان عدد الأندية المشاركة فيه 32، وفاز فيه سبورتينغ براغا.